# Norbert Mittrücker

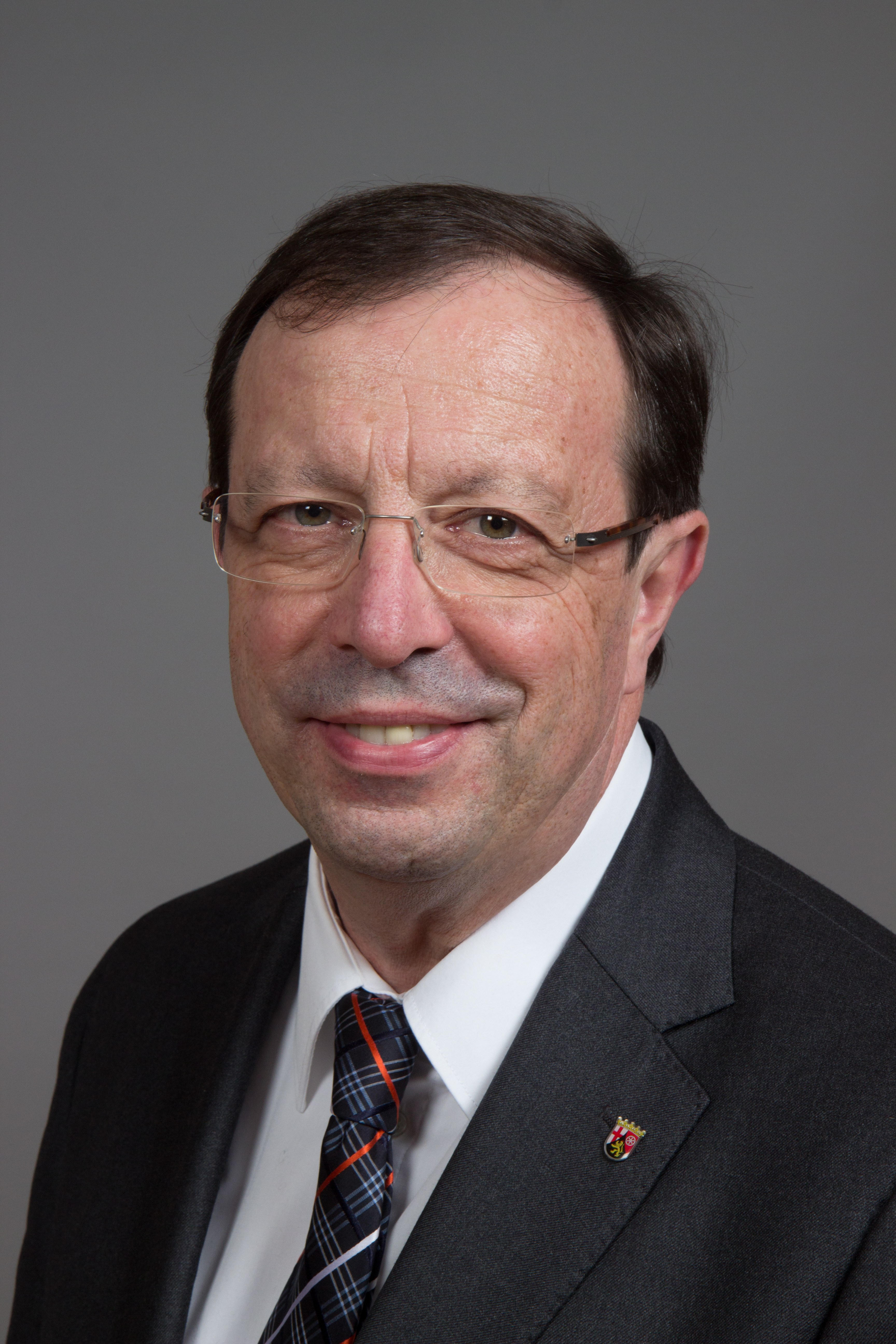
Norbert Mittrücker, 2014

Norbert Mittrücker (* 28. August 1951 in Eisenberg) ist ein deutscher Politiker (CDU).

## Leben und Beruf
Nach der Volksschule absolvierte Mittrücker eine Lehre zum Starkstromelektriker. Anschließend besuchte er in Kaiserslautern eine Berufsaufbau- und eine Fachoberschule, ehe er an der Fachhochschule Kaiserslautern studierte und 1975 Ingenieur (grad.) wurde. Dann studierte er an den Universitäten Erlangen-Nürnberg und Kaiserslautern und wurde 1980 Diplom-Ingenieur. Danach war er bis 1994 bei Siemens und Mercedes-Benz in Mannheim tätig. 1995 eröffnete er ein eigenes Ingenieurbüro. 2005 promovierte er zum Dr. rer. publ. Mittrücker ist verheiratet und hat zwei Kinder.

## Politik
1980 trat Mittrücker der CDU bei. 1985 wurde er in den Gemeinderat von Hettenleidelheim gewählt. Seit 1993 ist er Vorsitzender des CDU-Ortsverbandes. 1996 wurde er in den rheinland-pfälzischen Landtag gewählt, dem er bis 2016 angehörte. Darüber hinaus war Mittrücker von 1999 bis 2019 Mitglied des Kreistages des Landkreises Bad Dürkheim.